# Valerie June
Pour les articles homonymes, voir June (homonymie).
Valerie June Hockett (née en 1982), connue sous le nom Valerie June, est une chanteuse Afro-américaine, auteur-compositeur et multi-instrumentiste de Memphis, Tennessee, aux États-Unis.  Sa musique mêle folk, blues, gospel, soul, et bluegrass.

## Biographie
Née à Jackson, Tennessee, Valerie June est l'aînée de cinq enfants. Enfant, elle est influencée par les musiques R&B et soul, par son père, et par les chants de gospel à l'église. Adolescente, elle travaille avec  son père, promoteur de chanteurs de gospel, mais aussi de Prince, K-Ci & JoJo, et Bobby Womack, en l'aidant à coller les affiches.

## Carrière
Valerie June emménage à Memphis en 2000, à 19 ans, et commence à jouer et enregistrer avec son époux dans le duo Bella Sun.  Après son divorce, elle apprend la guitare, le banjo et la lap steel guitar et travaille en tant qu'artiste solo, combinant, blues, gospel  Folk, dans un style qu'elle décrit comme « organic moonshine roots music » (la Moonshine est un alcool de contrebande des Appalaches).  Elle est membre d'un collectif de Memphis, dont le but est de « promouvoir une musique, bonne, honnête et originale, quel que soit son style ».
En 2009, elle joue dans la web-serie de MTV "$5 Cover".  En 2010, elle enregistre "Valerie June and the Tennessee Express", en collaboration avec "The Old Crow Medicine Show".
En 2011, elle recueille 15 000 $ en 60 jours sur le site  Kickstarter pour enregistrer un album avec le producteur Craig Street . Cette même année, elle déménage de Memphis à Brooklyn. Peu de temps après, le producteur  Kevin Augunas la présente à Dan Auerbach des Black Keys.
En 2012, elle collabore avec le producteur John Forte sur l'album Water Suites (sur la chanson hip-hop-blues Give Me Water), et avec Me'shell Ndegeocello sur la chanson Be My Husband. Elle apparait également sur l'album Go on Now, You Can't Stay Here, Mississippi Folk Music Volume III du collectif de Memphis The Wandering. Elle  joue  pour la première fois, en Europe au Bestival" sur l'Île de Wight.

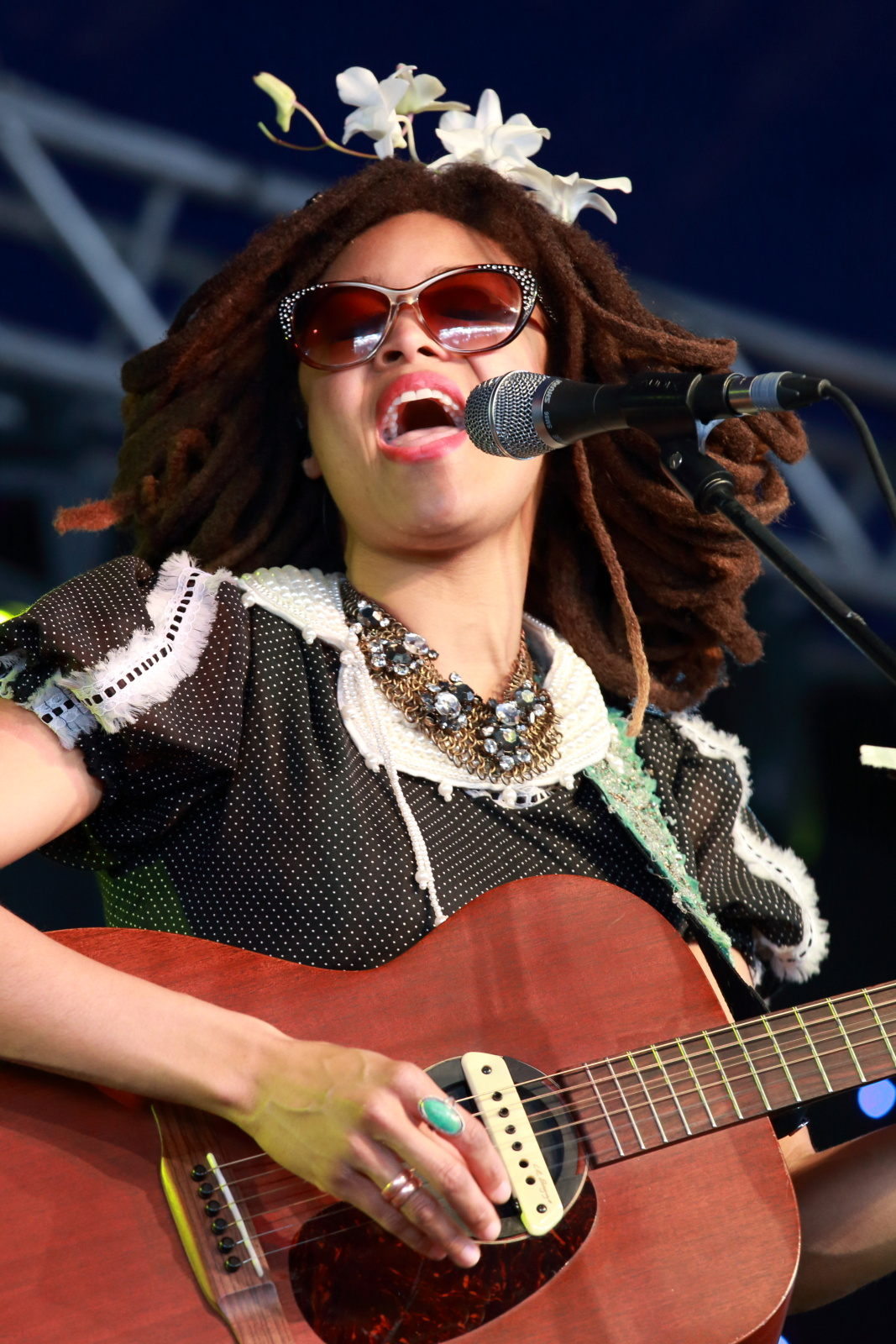
Valerie June en concert, en 2014.

Après trois albums auto-produits, elle signe un album Pushin’ Against a Stone, sur le label Sunday Best Recordings, et qui est dans les bacs en Europe depuis le 6 mai 2013. L'album comprend plusieurs chansons coécrites avec Dan Auerbach de The Black Keys, et coproduit par Kevin Augunas. En sont extraits deux singles : Workin' Woman Blues et You Can't Be Told,.
Elle se produit le 26 avril 2013 à Paris, à la Flèche d'Or, et au festival du Printemps de Bourges le lendemain, le 27 avril.
En 2017, son album The Order of Time est salué par la critique. Il est cité également par Bob Dylan, lorsqu'on l'interroge sur la musique qu'il écoute.
Le 22 janvier 2021, elle annonce un nouvel opus, The Moon and Stars : Prescriptions for Dreamers, qui sort le 12 mars 2021, accompagné d'un single extrait de l'album, Call Me A Fool avec Carla Thomas. Pitchfork, par exemple, qualifie l'album comme son disque « le plus conséquent » et « le plus profond ». Le critique musical du quotidien français Libération évoque un album « puisant avec brio dans ses racines pour nourrir une vibrante galaxie sonore ».

## Discographie

### Albums
- The Way Of The Weeping Willow (2006)
- Mountain Of Rose Quartz (2008)
- Valerie June And The Tennessee Express (2010)
- Pushin' Against a Stone (2013), Sunday Best
- The Order Of Time (2017)
- The Moon and Stars (2021)

### Singles
- Workin' Woman Blues (2012), Sunday Best
- You Can't Be Told (2013), Sunday Best

### avec Bella Sun
- No Crystal Stair (2004), Bella Sun Music